# ليديا سيغورني
ليديا هانتلي سيغورني واسمها قبل الزواج ليديا هاورد هانتلي (1 سبتمبر عام 1791 - 10 يونيو عام 1865) هي شاعرة ومؤلفة وناشرة أمريكية، برزت خلال مطلع ومنتصف القرن التاسع عشر. كانت معروفة بلقب «مغنية هارتفورد الفاتنة». كان لها مسيرة طويلة كخبيرة أدبية، ونشرت 52 كتابًا وأكثر من 300 مقالة في عدد من الدوريات خلال فترة حياتها. استعانت باسمها الزوجي «السيدة سيغورني» في معظم الأعمال التي نشرتها، في حين نشرت بعضها الآخر دون ذكر اسمها. كرمها عدد من النساء من خلال إطلاق اسمها على العديد من الجمعيات الأدبية والأندية التعليمية خلال حركة الليسيوم التي ازدهرت في الولايات المتحدة إبان القرن التاسع عشر.

## السيرة الشخصية

### النشأة
ولدت السيدة سيغورني في مدينة نورويتش بولاية كونيكتيكت. كان والدها يدعى إيزيكيل هانتلي، في حين كانت والدتها تدعى زيرفيا وينتوورث. كانت وحيدة لوالديها، وحملت اسم زوجة والدها الأولى المدعوة ليديا هاورد، والتي فارقت الحياة بعيد زواجها من إيزيكيل.

وصفت سيغورني علاقتها بوالديها وقرارها الاعتناء بهما في سيرتها الذاتية التي حملت عنوان «رسائل حياة». كذلك تحدثت عن نيتها الإعراض عن الزواج لأنه سوف يتدخل في هذه العلاقة.
«كان لدي... سبب دفعني إلى تجنب المبادرات الجدية. لقد قررت ألا أترك أهلي أبدًا. إذ شعرت أنني لن أستطيع رد حبهما الأخاذ مهما طالت فترة خدمتي، ولو استمرت مدى الحياة، وأنه يقع على عاتق أي ابن وحيد تحمل المسؤولية، بما أنه يمثل عمادهما وعزائهما الوحيد، وسوف يطّلع الرب حصرًا على ذلك لأنه يقرأ ما في الصدور. لقد رأيت أناس طاعنين في السن محاطين بأشخاص غير مبالين ممن اعتبروا أن رعايتهم شكلت عبئًا عليهم، ولم أستطع تحمل فكرة أن يعتمد أهلي الحنونين اللذين لم يكن عندهما أنسباء مقربون، على المحبة المتقلبة من جانب المأجورين والغرباء. لقد بدا أبي بالنسبة لي طاعنًا في السن، رغم أنه بالكاد تجاوز عقده السادس؛ وكنت أتساءل في الساعات التي استغرقت خلالها في التفكير: هل سوف يمد يديه حين تغدوان واهنتان، وهو الذي لم يحرمني من شيء قط، ولم يتوجه لي بالكلام إلا بألفاظ مليئة بالحب؟ وهل سوف يجد من يقدم له يد العون؟» (241)

### التعليم والمدرسة الخاصة بالسيدات الشابات
تلقت سيغورني تعليمها في مدينتي نورويتش وهارتفورد. بادرت سيغورني بالاشتراك مع صديقتها نانسي ماريا هايد إلى افتتاح مدرسة للسيدات الشابات في نورويتش في عام 1811. اضطرت المدرسة لإغلاق أبوابها بعد مرض هايد وعجزها عن الاستمرار في التدريس. أدارت سيغورني مدرسة مشابهة من منزل دانيال وادزوورث في هارتفورد عقب إغلاق مدرسة نورويتش خلال الفترة الممتدة من عام 1814 حتى عام 1819. التحقت فرانسيس مانوارينغ كولكينز بمدرسة نورويتش في شهر سبتمبر من عام 1811. ظلت الأخيرة صديقة حميمة لسيغورني، وبقيت تتبادل الرسائل معها بشكل متكرر بعد ذاك الحين.
كانت الأرملة لاثروب -وهي إحدى جيرانها- على علاقة ودية معها منذ نعومة أظفارها، وشجعتها على التطور. أرسِلت ليديا لزيارة السيدة جيريميا وادزوورث بعد وفاة صديقتها السيدة لاثروب. كانت السيدة وادزوورث من معارف الأرملة لاثروب القاطنين في [مدينة هارتفورد بولاية كونيكتيكت]. جعلتها هذه الزيارة تتواصل مع دانيال وادزوورث. لعب الأخير دورًا في إنشاء مدرسة خاصة بالبنات، ونسق من أجل التحاق بنات أصدقائه بها. كذلك ساعدها على نشر أول عمل لها تحت عنوان «متفرقات أخلاقية في النثر والشعر» في عام 1815، إذ عمل على تنسيق عملية النشر وتولى التحرير الأولي بنفسه. وصفته سيغورني بـ«الراعي الصالح»، وقالت عنه: «لقد وضع على عاتقه مسؤولية إبرام عقود مع الناشرين وجمع الاشتراكات، بل وحتى تصويب مسودات الطباعة». وأتبعت ذلك بقولها: «لقد كان مسرورًا حيال إشاحة الغموض عن عقل متقوقع على نفسه ونقله إلى جو أكثر حرية وأشعة شمس أكثر إشراقًا».

### الزواج والحياة الزوجية
تزوجت تشارلز سيغورني في يوم 16 يونيو عام 1819. آثرت بعد زواجها الكتابة في «أوقات فراغها» دون الكشف عن هويتها. لم تبادر إلى اتخاذ الكتابة كمهنة لها إلا حين أضحى والداها بحاجة مالية ماسة، وخسر زوجها بعض ثروته السابقة. باشرت الكتابة تحت اسم السيدة سيغورني بصورة صريحة، واعترفت بكونها صاحبة كتاب «رسائل إلى سيدات شابات بقلم سيدة»، وذلك بعدما دارت الشبهات حول كونها مؤلفة هذا الكتاب.
ألّف جون غرينليف ويتير قصيدة وضعت على شاهدها التذكاري بعيد وفاتها:
أنشدت بمفردها، قبل أن تفطن الأنوثة
عطاء الأنشودة يملأ الأجواء اليوم
رقيقة وفاتنة، استفردت بالموسيقى
يليق لها البقاء حيث تسجد للصلاة.

## الإرث
أصبحت كتابات سيغورني في طي النسيان إلى حد كبير عقب وفاتها. تعرضت لانتقادات عدة حين يُستذكر اسمها لكونها سطحية أو لاسترضائها المجتمع الذي عاشت فيه، والذي منع النساء من الانخراط في الحياة العامة. فمثلًا، وصف هايت، وهو كاتب سيرتها الذاتية الوحيد، الكثير من كتاباتها بـ«الأعمال المبتذلة». أرجع البعض تأثيرها إلى العلاقات التي ربطتها بمجموعة من الأشخاص الميسورين وذوي النفوذ الذين عاشوا في عصرها أو إلى حسها التجاري الصائب. نوه كولكر إلى أن الكثير من هذه الانتقادات جاءت من الأفكار الحديثة حول عثور المرء على صوته الشخصي من خلال الشعر، في حين كانت إفادة الآخرين المقصد المعلن لسيغورني (66). يعني هذا الغرض أنها لم تكن بحاجة إلى العثور على صوتها الشخصي.
طبقًا لكتاب نقد القرن التاسع عشر فـ«مؤخرًا ... ظهر اهتمام متجدد بسيغورني، ولا سيما بين الباحثين الأدبيين النسويين. إذ عمل نقاد من أمثال آني فينتش ونينا بايم ودوروثي ز. بيكر على دراسة محاولة سيغورني الناجحة لتأسيس نفسها كشاعرة أمريكية متميزة وبارزة». كتبت نينا بايم حول بناء سيغورني لهويتها الخاصة، والتي ثبتت عليها طوال فترة حياتها من خلال مشاركاتها البارعة.
كانت واحدة من أكثر الكتاب الذين حظوا بشعبية في عصرها، وذلك سواء في الولايات المتحدة أو في إنجلترا، وأطلِق عليها اسم «هيمانز الأمريكية». تميزت كتاباتها بالفصاحة والتناسق والتفكر الهادئ في الطبيعة والحياة المنزلية والدينية والقضايا الخيرية؛ غير أنها كانت أيضًا شاعرية وتهذيبية وشائعة في معظم الأحيان. تشير بعض أشعارها المرسلة وتشابيهها الطبيعية إلى تأثرها بشعر ويليام كولين برايانت. تعد قصيدة «نياغارا» وقصيدة «الأسماء الهندية» من بين أكثر قصائدها نجاحًا. لحنت ناتالي ميرشنت القصيدة الأخيرة، وصدرت كأغنية في ألبوم «دع نومك» عام 2010. أولت اهتمامًا فعالًا بالأعمال الخيرية والتعليمية طوال فترة حياتها (الموسوعة البريطانية 1911). تناولت بعض أعمالها الأكثر شهرة القضايا المرتبطة بالسكان الأصليين الأمريكيين والظلم الذي قاسوه. كانت سيغورني تشعر بالالتزام حيال استغلال موقعها من أجل مساعدة الأفراد المظلومين في المجتمع، وذلك على خلفية كونها واحدة من أوائل الداعين إلى الإصلاح الاجتماعي في ما يخص مسألتي العبودية والهجرة الداخلية. ذكرت سيغورني في سيرتها الذاتية التي نشرت بعد وفاتها تحت عنوان «رسائل حياة» أنها كانت تكتبت وهي تتأمل «أن تكون وسيلة لتحقيق الخير».

كان تأثيرها جبار. إذ شكلت إلهامًا للعديد من النساء الشابات اللواتي حاولن أن يصبحن شاعرات، وطبقًا لتيد:
«بادرت ليديا سيغورني إلى خرق عناصر أساسية في الأدوار الجندرية التي احتفت بها، وذلك باعتبارها من الكتاب المتفانين والناجحين. استطاعت في ظل ذلك تقديم مثال عن إمكانية تحقيق الشهرة والمكافأة الاقتصادية للكاتبات اليافعات والطموحات في جميع أنحاء البلاد (19)».